# 유엔 자유권 규약 위원회
유엔 자유권 규약 위원회(UNHRC, United Nations Human Rights Committee)는 자유권 규약에 의해 설립된 기관이다.

## 국가 보고 제도
자유권 규약 제40조는 가입 국가에게 동 규약을 얼마나 성실히 이행했는가를 알 수 있도록 보고서 제출을 의무화하고 있다. 자유권 규약 위원회는 이 보고서를 검토한다. 위원회는 보고서를 검토한 다음 당사국에 대하여 최종 견해를 발표하고 이행을 촉구한다.

## 일반 논평
자유권 규약 제40조는 위 제도 이외에 규약 위원회로 하여금 필요하다고 인정될 때 일반적인 의견을 낼 수 있도록 하고 있다. 주로 자유권 규약의 해석과 적용의 원칙에 대하여 일반적인 논평을 낸다.

## 개인 통보 제도
인권 침해를 당한 개인이 자유권 규약 위원회에 진정을 제출하여 위원회가 이를 검토하고 준사법적 결정을 내린다. 이것은 선택 사항으로 개인이 이 제도를 이용하기 위해서는 자유권 규약 가입국은 선택 의정서에도 동시에 가입하여야 한다.

## 국가 간 통보 제도
자유권 규약 제41조 내지 제43조는 규약 가입국의 규약 위반 행위가 있을 시 규약의 다른 가입국의 통보 제도를 인정한다.